# José María Vitier
José Maria Vitier (La Habana, 7 de enero de 1954) es un músico cubano. 

## Biografía
Hijo de los poetas Cintio Vitier y Fina García Marruz, cursó sus primeros estudios en el Conservatorio Amadeo Roldán. Su trabajo recoge un amplio espectro, pues ha escrito música para diferentes medios como televisión, teatro, cine y radio. Formó parte del Grupo Síntesis en sus inicios. Muchas de sus composiciones están basadas en canciones populares o en versos de notables poetas, como por ejemplo: Bosque, Caballito, Canción de otoño, Cizaña, Cortesía Décima, Déjame tomar asiento, El aire que te rodea, Ilusión de realidad. 
En 1983 formó su propio grupo. Se desempeñó como profesor de piano en la Escuela Nacional de Arte y llevó a cabo estudios de composición en el Instituto Superior de Arte.
Ha realizado actuaciones por todo el mundo. Su obra creativa se caracteriza por una notable versatilidad, donde se combina la música de cámara y la popular, con incursiones al jazz, todo bajo un marcado acento de cubanía. 
Entre otros, ha participado en los festivales de Jazz de Montreal, Latino de Nueva York, Du Maurier Ltd Downtown de Jazz de Toronto, el Cervantino de México, Afro-caribeño de Burdeos y MIDEM de Cannes.
Ha obtenido importantes distinciones tales como la Medalla Alejo Carpentier y la Orden Félix Varela, en 2004. En el año 2000, su CD Salmo de las Américas, oratorio sinfónico coral, fue nominado entre los cinco mejores álbumes de música clásica al Grammy Latino. En su edición de 2002, Vitier fue propuesto como candidato al Premio Tomás Luis de Victoria.
Además, el 1 de diciembre de 2008, como parte del programa cultural que se realiza dentro del marco de las actividades de la Feria Internacional del Libro de Guadalajara, estrenó en el Teatro Diana de la misma ciudad, junto con el famoso autor mexicano Carlos Fuentes, la ópera Santa Anna, con música compuesta por él mismo y libreto de Fuentes. Esta ópera es una historia de la evolución de la aparentemente heroica pero trágica y egocéntrica vida del expresidente de México Antonio López de Santa Anna durante sus diferentes periodos de gobierno. 
La obra combina diálogos hablados con recitativos cantados; la tragedia y momentos cómicos; actores y bailarines que no representan ninguna aportación musical así como los cantantes y el coro. En cuanto a lo musical, se fusionó la orquesta con algunos instrumentos prehispánicos de percusión y con los sones jarochos del conjunto folklórico Mono Blanco. Como parte del elenco de esta ópera contemporánea desempeñaron los roles principales Fernando de la Mora, Lourdes Ambriz, Grace Echauri, Verónica Alexanderson y Hernán del Riego.Compuso e intérpreto música para obras de teatro y series de televisión como En silencio ha tenido que ser..., Julito...el pescador, entre otras. También es autor e intérprete de bandas sonoras de filmes como Fresa y Chocolate,El Siglo de las luces, Cosas que deje en la Habana  , entre otras. También es autor del tema musical del Festival Internacional del Nuevo Cine Latinoamericano de La Habana.

## Premios y distinciones
Festival Internacional de Cine de Venecia
| Año  | Categoría                    | Película                                 | Resultado |
| ---- | ---------------------------- | ---------------------------------------- | --------- |
| 1988 | Golden Osella a la mejor BSO | Un señor muy viejo con unas alas enormes | Ganador   |